# Kazuma Kaneko
Kazuma Kaneko (金子 一馬, Kaneko Kazuma) est un artiste et designer de jeu vidéo japonais. Il rejoint la société Atlus à la fin des années 1980 pour contribuer aux développements de King of Kings et Digital Devil Story : Megami Tensei 2. Tout en travaillant pour son entreprise, il effectue également du travail freelance pour Capcom et Konami. Il est plus connu pour son travail sur la série de jeux vidéo Megami Tensei.

## Œuvres
| Titre                                                                     | Année de sortie | Plateforme              | Rôle                                                                                           |
| ------------------------------------------------------------------------- | --------------- | ----------------------- | ---------------------------------------------------------------------------------------------- |
| King of Kings                                                             | 1988            | NES                     | Character Designer                                                                             |
| Digital Devil Story: Megami Tensei 2                                      | 1990            | NES                     | Character Designer, Demon Designer, Sprite Artist, World Map Designer                          |
| Shin Megami Tensei                                                        | 1992            | SNES                    | Character Designer, Demon Designer, Sprite Artist, World Map Designer                          |
| Megami Tensei Gaiden: Last Bible                                          | 1992            | GB                      | Coordinator                                                                                    |
| Shin Megami Tensei II                                                     | 1994            | SNES                    | Character Designer, Demon Designer, Sprite Artist, World Map Designer                          |
| Majin Tensei                                                              | 1994            | SNES                    | Coordinator                                                                                    |
| Shin Megami Tensei If...                                                  | 1994            | SNES                    | Character Designer, Demon Designer, Sprite Artist, World Map Designer                          |
| Kyuuyaku Megami Tensei                                                    | 1995            | SNES                    | Character and Boss Demon Redesigner                                                            |
| Shin Megami Tensei: Devil Summoner                                        | 1995            | Sega Saturn             | Character Designer, Demon Designer, World Map Designer                                         |
| Revelations: Persona                                                      | 1996            | PlayStation             | Character Designer, Image Designer & Title Logo Designer                                       |
| Devil Summoner: Soul Hackers                                              | 1997            | Sega Saturn             | Main Character Designer, Demon Designer, World Map Designer                                    |
| Persona 2: Innocent Sin                                                   | 1999            | PlayStation             | Main Character Designer, Principal Persona Designer, Boss Demon Designer                       |
| Maken X                                                                   | 1999            | Dreamcast               | Character Designer                                                                             |
| Super Robot Wars Alpha                                                    | 2000            | PlayStation             | Guest Mecha Designer                                                                           |
| Persona 2: Eternal Punishment                                             | 2000            | PlayStation             | Main Character Designer, Principal Persona Designer, Boss Demon Designer                       |
| Maken Shao: Demon Sword                                                   | 2001            | PlayStation 2           | Character Designer                                                                             |
| Shin Megami Tensei: Nine                                                  | 2002            | Xbox                    | Demon Designer                                                                                 |
| Zone of the Enders: The 2nd Runner                                        | 2003            | PlayStation 2           | Inhert and Lloyd designer                                                                      |
| Shin Megami Tensei: Nocturne                                              | 2003            | PlayStation 2           | Character Designer, Demon Designer, Creative Director                                          |
| Digital Devil Saga                                                        | 2004            | PlayStation 2           | Character Designer, Demon Designer, World Map Designer                                         |
| Digital Devil Saga 2                                                      | 2005            | PlayStation 2           | Character Designer, Demon Designer, World Map Designer                                         |
| Devil May Cry 3: Dante's Awakening                                        | 2005            | PlayStation 2           | Dante and Vergil's Devil Trigger forms design                                                  |
| 3rd Super Robot Wars Alpha: To the End of the Galaxy                      | 2005            | PlayStation 2           | Guest Mecha Designer                                                                           |
| Sangokushi Taisen                                                         | 2005            | Arcade                  | Guest Character Designer                                                                       |
| Shin Megami Tensei: Devil Summoner: Raidou Kuzunoha vs. The Soulless Army | 2006            | PlayStation 2           | Character Designer, Demon Designer, Art Director, Original Scenario Designer, World Map Design |
| Shin Megami Tensei: Imagine                                               | 2007            | PC                      | Demon Designer                                                                                 |
| Shin Megami Tensei: Devil Summoner 2: Raidou Kuzunoha vs. King Abaddon    | 2008            | PlayStation 2           | Character Designer, Demon Designer, Art Director, Original Scenario Designer, World Map Design |
| Shin Megami Tensei: Devil Survivor                                        | 2009            | Nintendo DS             | Demon Designer                                                                                 |
| Shin Megami Tensei: Persona                                               | 2009            | PSP                     | Art Director                                                                                   |
| Shin Megami Tensei: Strange Journey                                       | 2009            | Nintendo DS             | Producer, Original Concept, Character Designer, Demon Designer                                 |
| Marvel vs. Capcom 3: Fate of Two Worlds                                   | 2011            | PlayStation 3, Xbox 360 | Character Designer for Dante's Devil Trigger                                                   |
| Shin Megami Tensei IV                                                     | 2013            | Nintendo 3DS            | Scenario Drafts, Demon Designer                                                                |
| Devil May Cry 4 Special Edition                                           | 2015            | PlayStation 4, Xbox One | Packaging Illustrator                                                                          |
| Shin Megami Tensei IV: Apocalypse                                         | 2016            | Nintendo 3DS            | Story Setting, Demon Designer                                                                  |